# میکائیل علی‌اکبروف
میکائیل علی‌اکبروف (انگلیسی: Mikayil Alakbarov؛ 1924 – ۱۳ اکتبر ۱۹۴۳ (۱۹ سال)) فرد نظامی اهل اتحاد جماهیر شوروی سوسیالیستی بود.
وی همچنین برندهٔ جوایزی همچون مدال ستاره طلایی، قهرمان اتحاد شوروی، و نشان لنین شده‌است.